# Maksymilian Matwijów
Maksymilian Matwijów (ur. 20 października 1898 w Grybowie, zm. 5 grudnia 1980 w Tuchowie) – uczestnik I wojny światowej, walk o niepodległość, II wojny światowej, starszy majster Wojska Polskiego.

## Życiorys
2 lutego 1916 r. został powołany do odbycia służby w armii Austro-Węgier. Po przeszkoleniu otrzymał przydział do 113 batalionu szturmowego i skierowany został na front włoski. Brał udział w walkach nad Isonzo oraz nad Piawą.
Od 1917 r. należał do Polskiej Organizacji Wojskowej. W październiku 1918 r. zdezerterował z armii (nie powrócił z urlopu) i brał udział w rozbrajaniu żandarmerii w rejonie Grybowa i Stróż. W listopadzie jego oddział został włączony do 15 pułku piechoty w Bochni. Jako żołnierz I batalionu 15 pp wziął udział w wojnie polsko-bolszewickiej oraz w wojnie polsko–ukraińskiej. Okres walk o niepodległość zakończył w stopniu sierżanta, został dwukrotnie odznaczony Krzyżem Walecznych. W 1921 r. jego jednostka została przeniesiona do Dęblina.
W 1922 r. rozpoczął naukę w Centralnej Szkole Mechaników Lotniczych w Bydgoszczy. Po jej ukończeniu otrzymał przydział do 2 pułku lotniczego w Krakowie, gdzie był zastępcą szefa mechaników w 22 Eskadrze Bombowej. W 1934 r. został przeniesiony do 24 eskadry rozpoznawczej na stanowisko szefa mechaników. W tym czasie ożenił się z Marią Dręgą oraz otrzymał awans na starszego sierżanta.
28 sierpnia 1939 r. jego jednostka została przebazowana na lotnisko polowe w Klimontowie, następnie do Tomaszowa a później do Podlodowa. Po ataku ZSRS na Polskę brał udział w niszczeniu uszkodzonego sprzętu lotniczego i został ewakuowany do Rumunii. Tu został internowany ale uciekł i przez Syrię dotarł do Marsylii. We Francji został skierowany do ośrodka na lotnisku Le Bourget k. Paryża. 
Jako mechanik został wytypowany do ewakuacji do Wielkiej Brytanii, otrzymał numer służbowy RAF 781381. Trafił do ośrodka szkoleniowego w Blackpool, a następnie w Portsmouth. Po ukończeniu szkolenia otrzymał na początku 1941 r. przydział do dywizjonu 316 na stanowisko szefa mechaników. W tej jednostce służył do rozwiązania Polskich Sił Powietrznych w Wielkiej Brytanii.
Został zdemobilizowany i w 1947 r. powrócił do Polski. Jako były żołnierz Polskich Sił Zbrojnych na Zachodzie był objęty rozpracowaniem przez Ministerstwo Bezpieczeństwa Publicznego, utrudniano mu pracę zawodową. W marcu 1952 r. został zwolniony z pracy w Prezydium Powiatowej Rady Narodowej w Tarnowie z powodu służby wojskowej poza granicami PRL. Decyzją Komisji Rehabilitacyjnej przy Prezydium WRN w Krakowie z lutego 1957 r. zarzuty te uznano za bezpodstawne i nakazano przywrócenie go do pracy. Do emerytury pracował w Zakładzie Komunalnym w Tuchowie.
Zmarł 5 grudnia 1980 roku w Tuchowie i został pochowany na miejscowym cmentarzu.

## Odznaczenia
- Krzyż Walecznych – dwukrotnie
- Krzyż za udział w Wojnie 1918–1921
- Medal Lotniczy
- srebrny i brązowy Krzyż Zasługi